# خانوانه (مقاطعة فومن)
خانوانه (بالفارسية: خانوانه) هي مستوطنة تقع في قسم سردار جنغل الريفي في إيران. يقدر عدد سكانها بـ 575 نسمة .